# Sulla coronaria
La sulla comune (Sulla coronaria (L.) B.H.Choi & H.Ohashi, 2003) è una pianta foraggera appartenente alla famiglia delle Fabacee.

## Etimologia
Sulla deriva dal termine castigliano zulla usato per indicare la pianta in Spagna, nome che si è poi diffuso anche in Italia.
L'epiteto specifico "coronaria" rimanda all'idea di una corona, ed è riferito al fiore (coronato, fiori a corona).

## Descrizione

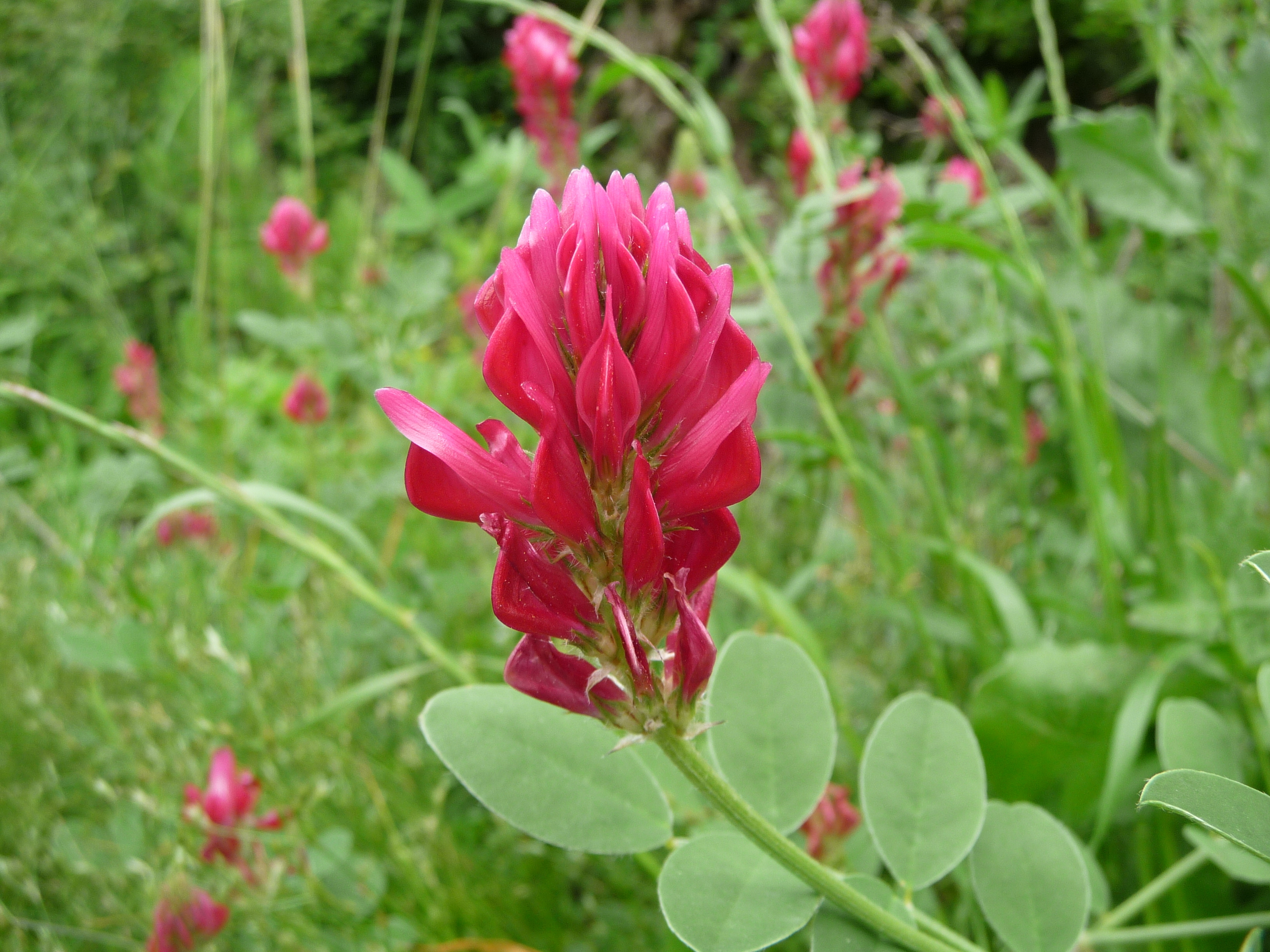
Fiore e foglie di sulla

La sulla è una pianta erbacea perenne, emicriptofita, alta 30–100 cm.
L'apparato radicale risulta essere fittonante e molto sviluppato, unica tra le leguminose nella sua capacità di penetrare e crescere anche nei terreni argillosi e di pessima tessitura, come i terreni pliocenico-argillosi.
Il fusto è quadrangolare, con steli eretti, alti da 0,80 a 150 cm, piuttosto grossolani e dalla caratteristica di lignificarsi più o meno leggermente dopo la fioritura così da rendere difficile la fienagione. Si presenta molto ramificato, cavo e fistoloso, di posizione che varia dal quasi prostrato all'eretto.
Le foglie, leggermente ovaliformi o ellittiche, sono imparipennate, pubescenti al margine e nella pagina inferiore e composte da 4-6 paia di foglioline. Le stipole sono triangolari-acuminate.

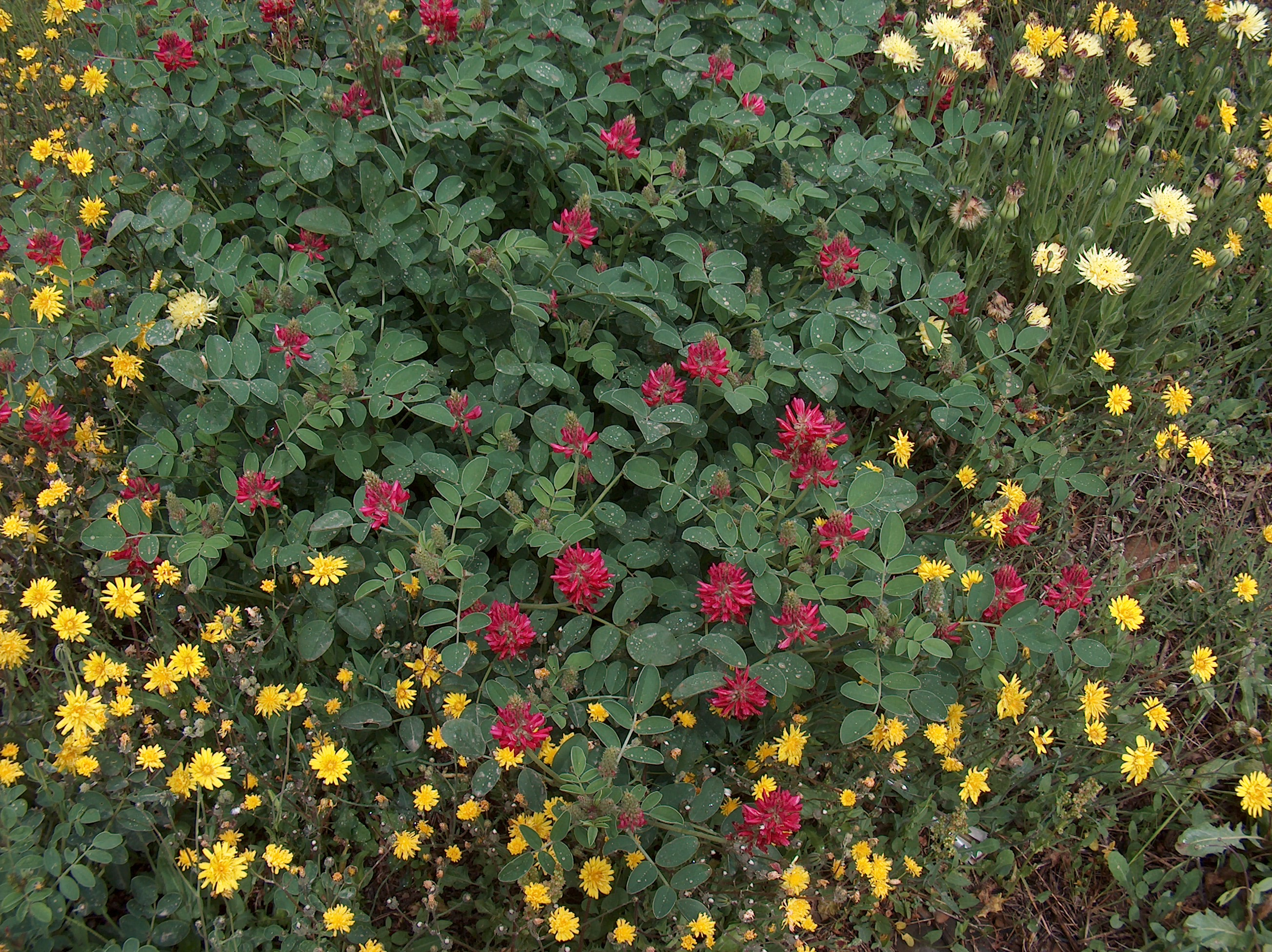
Esemplare di sulla in un prato

Il fiore, tipico delle leguminose, è costituito da un'infiorescenza a racemo ascellare allungato spiciforme, denso e di forma conico-globosa, formata da un asse non ramificato sul quale sono inseriti con brevi peduncoli 20-40 fiori piuttosto grandi e dai peduncoli lunghi. Il calice presenta denti più lunghi del tubo. La sulla presenta una corolla vistosa rosso porpora, raramente bianca, un vessillo poco più lungo delle ali e della carena, lunga 11-12 mm, foglioline più o meno grandi e larghe 5–35 mm. Questa leguminosa fiorisce verso la fine della primavera da aprile a giugno. La fecondazione, incrociata, assicurata dalle api e da altri insetti.
Il frutto è un legume definito lomento, nome che deriva dal fatto che a maturità si disarticola in tanti segmenti quanti sono i semi (discoidali, sub-reniformi, di colore giallo e solitamente in numero di 3-5), permettendo così la disseminazione grazie a 2-4 articoli quasi rotondi, ingrosati al margine, tubercolati spinosi e glabri.
Il frutto si presenta vestito in un discoide irto di aculei, contenente un seme di forma lenticolare, lucente, di colore giallognolo. 1000 dei suoi semi, che si presentano discoidali, interi pesano 9 g, senza guscio 4,5. Nella sulla è caratteristica la presenza spesso di un'alta percentuale di semi duri.
La pianta di sulla è molto acquosa, ricca di zuccheri solubili e abbondantemente nettarifera, per cui è molto ricercata dalle api.

## Distribuzione e habitat
È pianta originaria del bacino mediterraneo occidentale (Spagna, Italia, Marocco, Algeria e Tunisia) dal piano fino alla bassa montagna, nei prati erbosi incolti, ma anche ai margini di strade sterrate e fossi, su terreni per lo più argillosi sino a 1.200 m.
Aree di nuova diffusione della coltura sono la parte occidentale del Nord America, l'Australia e la Nuova Zelanda, dove la specie viene utilizzata per la produzione di insilato, come coltura di copertura per la preservazione del suolo e per la produzione di miele.
La sua domesticazione è molto recente: le prime notizie storiche risalgono al 1700 circa, i botanici sostengono che sia scappata alla coltivazione e spontaneizzata in Sicilia. Tuttavia risulta segnalata per la prima volta all'inizio del XVII secolo come pianta ornamentale, proveniente dalla Spagna.
L'Italia è l'unico Paese mediterraneo e della Unione europea, dove la sulla viene coltivata su superfici significative e viene inserita negli avvicendamenti colturali. È infatti una leguminosa molto apprezzata sia dal punto di vista agricolo (come migliorante del terreno e della fertilizzazione dello stesso) che botanico in quanto è capace di colonizzare terreni argillosi e pesanti (tipici delle colline centro meridionali adriatiche) grazie al fittone di cui dispone.
In Italia la sulla si rinviene principalmente in Liguria, Emilia-Romagna, Toscana, Umbria, Marche, Lazio, Abruzzo, Molise, Campania, Puglia, Basilicata, Calabria, Sicilia, Sardegna.
Risulta molto diffusa nella Sicilia occidentale, nelle zone della Valle del Belice, con una grossa produzione di seme nei territori di Monreale e Roccamena in provincia di Palermo, ma molto diffusa anche nelle province di Trapani, Agrigento, Caltanissetta ed Enna.

## Coltivazione
La sulla è una pianta foraggiera ottima fissatrice di azoto, utilizzata per questo scopo da diversi secoli. È particolarmente resistente alla siccità, ma non al freddo, infatti muore a temperature di 6-8 °C sotto lo zero.
Quanto al terreno si adatta meglio di qualsiasi altra leguminose alle argille calcaree o sodiche, fortemente colloidali e instabili, che col suo grosso e potente fittone, che svolge un'ottima attività regolatrice, riesce a bonificare in maniera eccellente, rendendole atte ad ospitare altre colture più esigenti: è perciò pianta preziosissima per migliorare, stabilizzare e ridurre l'erosione, le argille anomale e compatte dei calanchi e delle crete. Inoltre, come per molte altre leguminose, i resti della sulla sono particolarmente adatti a migliorare la tessitura del suolo e la sua fertilizzazione, specialmente per quanto riguarda l'azoto.

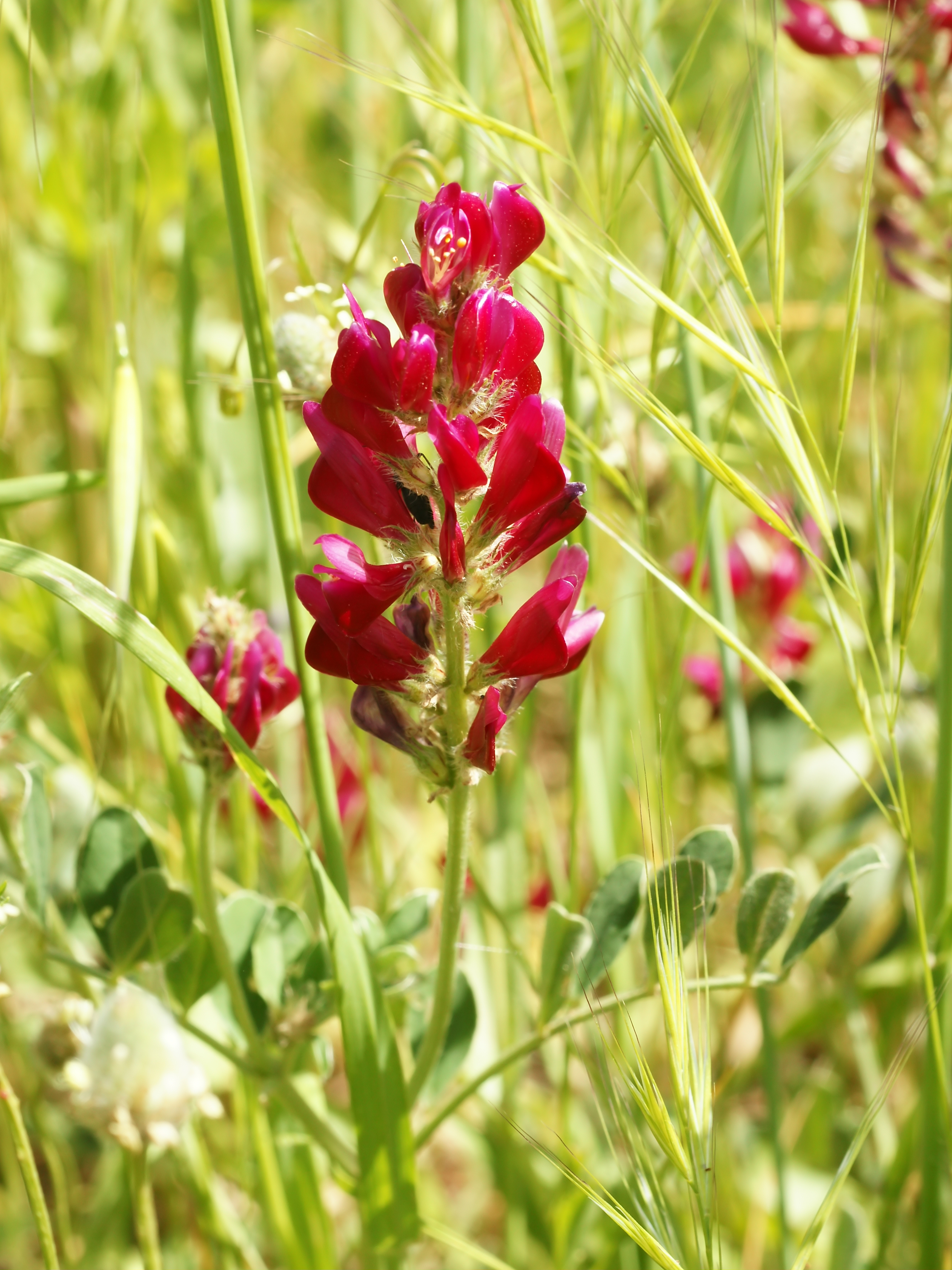
Sulla, particolare del fiore

La sulla, essendo un'ottima coltura miglioratrice, si inserisce tra gli avvicendamenti di due colture cerealicole, come grano e orzo.
La semina di questa leguminosa in passato di solito si faceva in bulatura, in autunno con 80–100 kg/ha di seme con guscio, o in primavera con 20–25 kg/ha di seme nudo.
Attualmente una tecnica d'impianto è quella di seminare, a fine estate sulle stoppie del frumento, seme nudo. Alle prime piogge la sulla nasce, cresce lentamente durante l'autunno e l'inverno e dà la sua produzione al 1° taglio, in aprile-maggio. Gli eventuali ricacci verdi, sempre assai modesti, possono essere pascolati dal bestiame prima di lavorare il terreno per il successivo frumento.
Cosa fondamentale è l'utilizzo di un batterio azotofissatore che instaura una simbiosi con la sulla. Questo bacillo, solitamente presente nell'ambiente naturale in proporzione, nel sullaio deve essere inoculato sul seme.
Se il terreno non ha mai ospitato questa leguminosa ed è perciò privo del rizobio specifico, non è possibile coltivare la sulla, che senza la simbiosi col bacillo azotofissatore non crescerebbe affatto o crescerebbe stentata. In tal caso è necessario procedere all'"assullatura", inoculando il seme al momento della semina con coltura artificiali del microrganismo.
È pur vero che in passato si aveva la consuetudine tradizione di "assullare" i terreni, ovvero di portare parte di suolo di fondi nei quali era stata coltivata la sulla l'anno precedente, in suoli dove doveva essere coltivata. Ciò ha permesso la diffusione quasi capillare dei microorganismi rizobi, ed è assai difficile in Italia centro meridionale trovare suoli con assenza di microorganismi.
Il sullaio produce un solo taglio al secondo anno, nell'anno d'impianto e dopo il taglio fornisce solo un eccellente pascolo. La sulla produce materiale vegetale molto acquoso (circa 80-85% di acqua) e piuttosto grossolano: ciò rende la fienagione difficile, per cui sarà necessario dotarsi di particolari accorgimenti per raccogliere al meglio questa leguminosa.
Le produzioni di fieno sono molto variabili, con medie di 4-5 t/ha. Il foraggio si presta bene ad essere insilato e pascolato. Un buon fieno di sulla ha la seguente composizione:
- s.s. 85%
- Protidi grezzi 14-15% (su s.s.)
- U.F. 0,56 per Kg di s.s.

Attualmente vi sono quattro varietà iscritte al registro nazionale del seme: "Grimaldi", "Sparacia", "Bellante" e "S. Omero". Nei Paesi in cui la specie è stata introdotta di recente sono stati avviati programmi di miglioramento genetico che hanno già condotto alla costituzione di nuove varietà come ad esempio la "Necton" in Nuova Zelanda.

## Miele di sulla
La pianta è visitata dalle api per il polline ed il nettare, ed è considerata anche ottima mellifera, così che il miele di sulla è fra i più apprezzati e conosciuti.

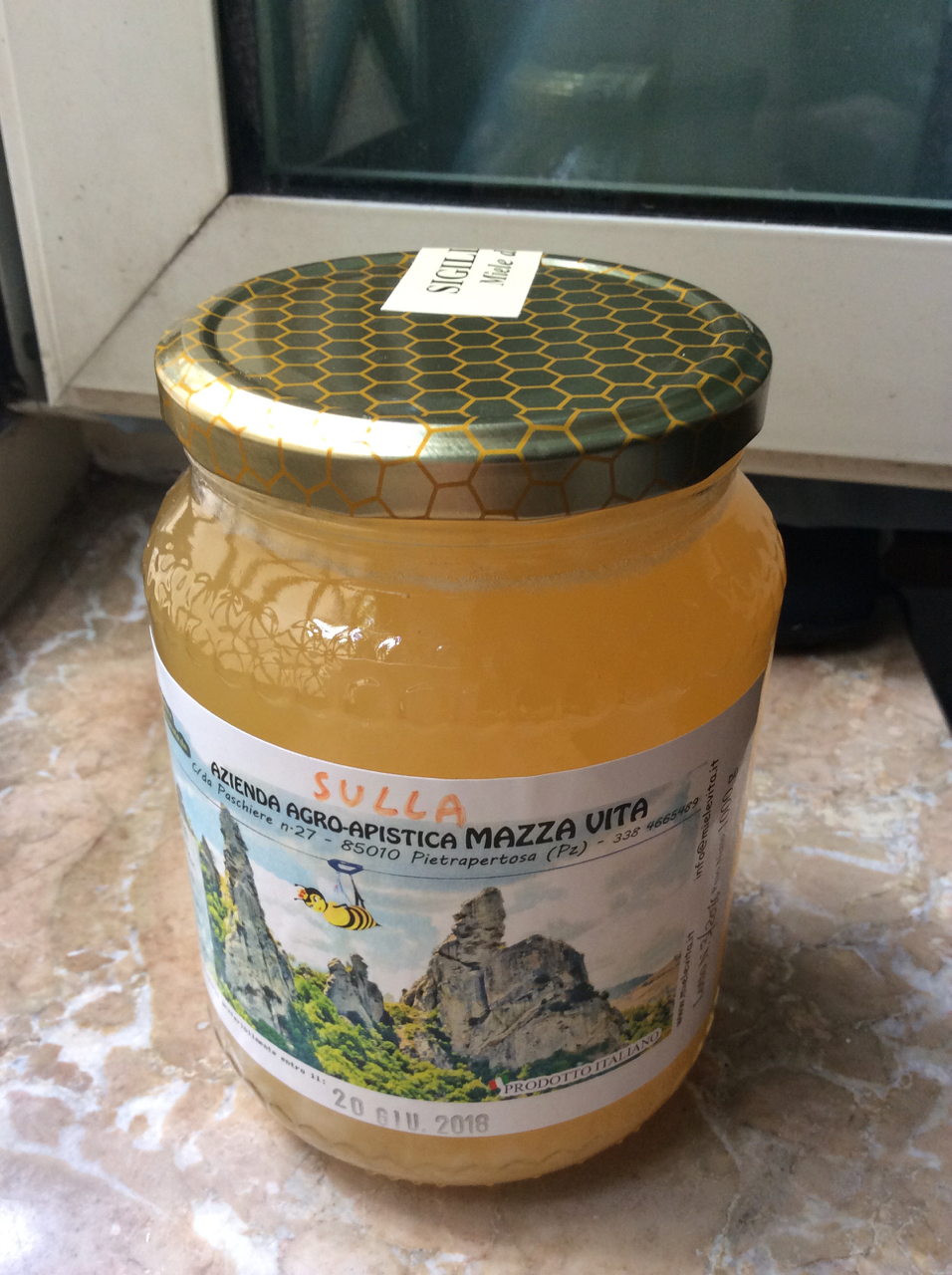
Miele di sulla prodotto in Basilicata

Fino ad alcuni anni fa, i mieli uniflorali di sulla venivano prodotti abbondantemente dall'Appennino romagnolo alla Sicilia. Il miele oggi si produce quasi esclusivamente nelle zone collinari e montane di Abruzzo, Molise, Basilicata, Calabria, Sardegna e Sicilia. Al di fuori del territorio italiano è nota la produzione di mieli uniflorali di sulla solo nel Nord Africa.
Il colore del miele di sulla va da quasi bianco a giallo paglierino quando è liquido se invece è cristallizzato il colore è da bianco cera a beige. Cristallizza da solo alcuni mesi dopo il raccolto formando una massa compatta, pastosa con granuli fini. L'odore è molto tenue, floreale, leggermente di fieno e il sapore è dolce, leggermente acido. Contiene fruttosio di alta qualità e grandi quantità di oligoelementi (magnesio, rame, zinco, ferro, manganese). In melissopalinologia, la presenza di polline di Sulla coronaria viene considerata come indice di provenienza italiana del miele.
L'aroma del miele di sulla solitamente è fruttato, soprattutto in alcuni campioni che presentano una particolare acidità gustativa; altre volte è vegetale e può presentare anche una nota calda tostata, che richiama la mandorla tostata.
Ha inoltre una tendenza media alla cristallizzazione.

## Usi
La sulla è una pianta edule ed è usata anche in erboristeria per le note proprietà astringenti, vitaminizzanti e contro il colesterolo. Per l'alto valore proteico e il contenuto di tannini viene utilizzata per ridurre le infezioni gastro-intestinali degli animali al pascolo come i bovini o il pollame.
In erboristeria è usata in preparati astringenti e come ipocolesterolemizzante per via interna.
In cucina vengono usate foglie e fiori per insalate crude miste, che hanno proprietà nutrienti, per preparare flan, frittate e zuppe varie.
Rappresenta una delle foraggere più importanti per le regioni del Mediterraneo e tra le leguminose si contraddistingue per le sue elevate qualità alimentari. Nota è la sua efficacia di ridurre le infezioni gastro-intestinali negli ovini, grazie al contenuto concentrato di tannini ed all'elevato valore proteico, dimostrato da esperimenti effettuati in Nuova Zelanda.